# Sarcolobus retusus
Sarcolobus retusus är en oleanderväxtart som beskrevs av Karl Moritz Schumann. Sarcolobus retusus ingår i släktet Sarcolobus och familjen oleanderväxter. Inga underarter finns listade i Catalogue of Life.